# Estación Kaisaniemi

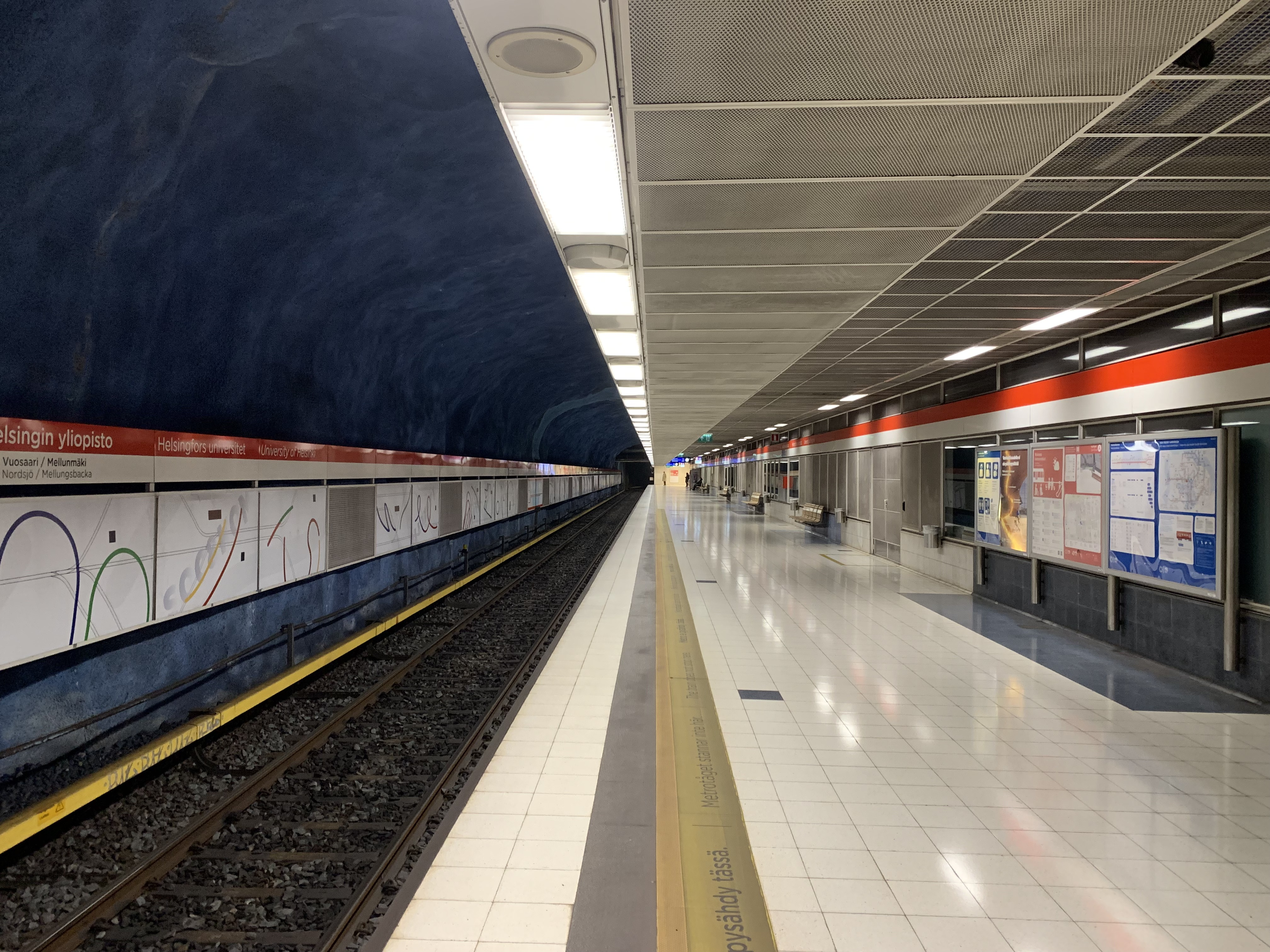
Estación de Kaisaniemi.

La Estación Kaisaniemi (en finlandés Kaisaniemen metroasema, en sueco Metrostationen Kajsaniemi) es una estación del Metro de Helsinki. Sirve al distrito de Kaisaniemi, en el centro de Helsinki.
La estación fue abierta el 1 de marzo de 1995, y fue diseñada por el bureau de arquitectos Kontio - Kilpi - Valjento Oy. Está localizada a una distancia aproximada de 0.597 km de la Estación Central Railway Station, y a 0.916 km de la Estación Hakaniemi. La estación está situada a una profundidad de 27 m bajo suelo.
- Datos: Q2605206
- Multimedia: University of Helsinki metro station / Q2605206